# Chad McQueen
Chad McQueen, all'anagrafe Chadwick Steven McQueen (Los Angeles, 28 dicembre 1960 – Palm Springs, 11 settembre 2024), è stato un produttore televisivo, pilota di rally, imprenditore e attore statunitense, figlio di Steve McQueen.

## Biografia
Dopo aver debuttato a 18 anni nel film Skateboard ha ottenuto il successo nei primi anni ottanta con il film Per vincere domani - The Karate Kid nel ruolo di Dutch, il più fedele e sbruffone amico del rivale del protagonista. Ricoprirà lo stesso ruolo quasi da comparsa all'inizio del sequel Karate Kid II. Negli anni seguenti ha partecipato anche a produzioni televisive come Visitors e film per la televisione, come Red Line e Death Ring, da lui anche prodotti.
Seguendo le orme del padre, ha tentato la carriera di pilota automobilistico correndo fin dall'età di sei anni nel World Mini Grand Prix e laureandosi campione nella sua categoria. In seguito ha partecipato a diverse gare del Sports Car Club of America e di Baja 1000 con alterni risultati.
Nel 2006 è stato vittima di un grave incidente durante le prove della 24 Ore di Daytona, riportando la frattura di diverse costole, e di una gamba, poi sofferente a causa di due lesioni alle vertebre. Dopo questo incidente ha posto fine alla sua carriera agonistica, facendo solo sporadiche apparizioni in eventi celebrativi. 
Nel 2010 ha fondato la McQueen Racing LLC, un'azienda che realizza auto e moto ad alte prestazioni su misura per i clienti.
Chad McQueen è morto per una disfunzione multiorgano l'11 settembre 2024.

## Vita privata
Chad McQueen è stato sposato in seconde nozze con Stacey Toten dal 1987 al 1990. Da lei ha avuto il suo primogenito Steven R. McQueen, anch'egli attore. I due primi matrimoni di Chad si sono conclusi col divorzio. Con la terza moglie, Jeanie Galbraith, ha avuto altri due figli, un maschio, Chase McQueen (n. 1995), e una femmina, Madison McQueen (n. 1996).